# Hockey su ghiaccio ai X Giochi olimpici invernali
Il torneo di hockey su ghiaccio dei X Giochi olimpici invernali del 1968, svoltosi per la seconda volta in Francia dopo quello del 1924, fu considerato valido anche come 35º campionato del mondo di hockey su ghiaccio e 46º campionato europeo organizzato dalla International Ice Hockey Federation. Le partite si svolsero presso lo Stade de Glace e la Patinoire Municipale di Grenoble. Il torneo si svolse dal 4 al 17 febbraio 1968. Questo fu l'ultimo torneo olimpico valido anche per i titoli mondiale ed europeo.
Intitolate a prendere parte al torneo erano 14 squadre: le 8 squadre del gruppo A dei mondiali del 1967, le migliori quattro del gruppo B e la vincitrice del gruppo C; in aggiunta a queste vi era la Francia padrona di casa. Il torneo iniziò come quattro anni prima con un turno preliminare a eliminazione diretta, cui presero parte solo le ultime tre del gruppo A e le prime tre del gruppo B. Le rimanenti squadre del gruppo A passarono direttamente al girone delle medaglie, mentre le squadre rimanenti andarono direttamente nel girone per il 9º posto.
Momento di culmine del torneo fu la partita tra Unione Sovietica e Cecoslovacchia, vinta da quest'ultima per 5 a 4. Fu la prima sconfitta dell'URSS in un torneo importante fin dal 1963. La partita fu suggestionata dalla repressione della Primavera di Praga da parte delle truppe del Patto di Varsavia e la nazionale cecoslovacca sentì molto questo scontro. La sconfitta non impedì comunque ai sovietici di ottenere la vittoria olimpica.

## Partecipanti
Parteciparono al torneo olimpico quattordici rappresentative nazionali provenienti da tre continenti, con un numero variabile di giocatori.
- Austria (18)
- Canada (18)
- Cecoslovacchia (18)
- Finlandia (17)
- Francia (18)
- Germania Est (18)
- Germania Ovest (18)

- Giappone (18)
- Jugoslavia (18)
- Norvegia (17)
- Romania (18)
- Stati Uniti (18)
- Svezia (18)
- Unione Sovietica (18)

## Turno preliminare
| Grenoble 4 febbraio 1968 | Germania Est | 3 – 1 (2-1; 1-0; 0-0) | Norvegia |  |

| Grenoble 4 febbraio 1968 | Finlandia | 11 – 2 (0-0; 3-3; 0-1) | Jugoslavia |  |

| Grenoble 4 febbraio 1968 | Germania Ovest | 7 – 0 (1-0; 3-0; 3-0) | Romania |  |

Le vincenti disputarono il girone finale insieme a Unione Sovietica, Svezia, Canada, Cecoslovacchia e Stati Uniti. Le perdenti invece disputarono il girone di consolazione assieme ad Austria, Giappone e Francia.

## Girone di consolazione - Gruppo B
| Grenoble 7 febbraio 1968, ore 16:45 | Jugoslavia | 5 – 1 (2-0; 0-0; 3-1) | Giappone | Patinoire Municipale |

| Grenoble 7 febbraio 1968, ore 20:30 | Romania | 3 – 2 (2-1; 1-1; 0-0) | Austria | Patinoire Municipale |

| Grenoble 8 febbraio 1968, ore 20:30 | Norvegia | 4 – 1 (1-1; 2-0; 1-0) | Francia | Patinoire Municipale |

| Grenoble 9 febbraio 1968, ore 16:45 | Francia | 3 – 7 (0-2; 0-2; 3-3) | Romania | Patinoire Municipale |

| Grenoble 9 febbraio 1968, ore 20:30 | Jugoslavia | 6 – 0 (2-0; 2-0; 2-0) | Austria | Patinoire Municipale |

| Grenoble 10 febbraio 1968, ore 20:30 | Giappone | 4 – 0 (2-0; 2-0; 0-0) | Norvegia | Patinoire Municipale |

| Grenoble 11 febbraio 1968, ore 20:30 | Francia | 2 – 5 (0-1; 2-3; 0-1) | Austria | Patinoire Municipale |

| Grenoble 12 febbraio 1968, ore 16:45 | Giappone | 5 – 4 (3-0; 1-3; 1-1) | Romania | Patinoire Municipale |

| Grenoble 12 febbraio 1968, ore 20:30 | Norvegia | 5 – 4 (3-1; 2-1; 0-2) | Austria | Patinoire Municipale |

| Grenoble 13 febbraio 1968, ore 20:30 | Francia | 1 – 10 (0-6; 0-1; 1-3) | Jugoslavia | Patinoire Municipale |

| Grenoble 14 febbraio 1968, ore 20:30 | Norvegia | 4 – 3 (2-2; 1-1; 1-0) | Romania | Patinoire Municipale |

| Grenoble 15 febbraio 1968, ore 20:30 | Giappone | 11 – 1 (1-0; 6-0; 4-1) | Austria | Patinoire Municipale |

| Grenoble 16 febbraio 1968, ore 20:30 | Jugoslavia | 9 – 5 (5-3; 1-1; 3-1) | Romania | Patinoire Municipale |

| Grenoble 17 febbraio 1968, ore 16:45 | Francia | 2 – 6 (0-0; 0-4; 2-2) | Giappone | Patinoire Municipale |

| Grenoble 17 febbraio 1968, ore 20:30 | Jugoslavia | 3 – 2 (1-1; 0-0; 2-1) | Norvegia | Patinoire Municipale |

| Pos. |            | PG | V | N | P | GF | GS | DR  | Pt |
| 9.   | Jugoslavia | 5  | 5 | 0 | 0 | 33 | 9  | +24 | 10 |
| 10.  | Giappone   | 5  | 4 | 0 | 1 | 27 | 12 | +15 | 8  |
| 11.  | Norvegia   | 5  | 3 | 0 | 2 | 15 | 15 | 0   | 6  |
| 12.  | Romania    | 5  | 2 | 0 | 3 | 22 | 23 | -1  | 4  |
| 13.  | Austria    | 5  | 1 | 0 | 4 | 12 | 27 | -15 | 2  |
| 14.  | Francia    | 5  | 0 | 0 | 5 | 9  | 32 | -23 | 0  |

## Girone finale
| Grenoble 6 febbraio 1968, ore 17:30 | Cecoslovacchia | 5 – 1 (1-1; 2-0; 2-0) | Stati Uniti | Stade de Glace |

| Grenoble 6 febbraio 1968, ore 20:30 | Unione Sovietica | 8 – 0 (3-0; 2-0; 3-0) | Finlandia | Stade de Glace |

| Grenoble 6 febbraio 1968, ore 20:30 | Canada | 6 – 1 (0-0; 4-1; 2-0) | Germania Ovest | Patinoire Municipale |

| Grenoble 7 febbraio 1968, ore 17:00 | Svezia | 4 – 3 (0-0; 4-2; 0-1) | Stati Uniti | Stade de Glace |

| Grenoble 7 febbraio 1968, ore 21:00 | Unione Sovietica | 9 – 0 (4-0; 2-0; 3-0) | Germania Est | Stade de Glace |

| Grenoble 8 febbraio 1968, ore 17:00 | Cecoslovacchia | 5 – 1 (1-0; 2-0; 2-1) | Germania Ovest | Stade de Glace |

| Grenoble 8 febbraio 1968, ore 20:30 | Canada | 2 – 5 (1-2; 0-1; 1-2) | Finlandia | Stade de Glace |

| Grenoble 9 febbraio 1968, ore 13:00 | Svezia | 5 – 4 (4-3; 0-0; 1-1) | Germania Ovest | Stade de Glace |

| Grenoble 9 febbraio 1968, ore 16:30 | Unione Sovietica | 10 – 2 (6-0; 4-2; 0-0) | Stati Uniti | Stade de Glace |

| Grenoble 9 febbraio 1968, ore 21:00 | Canada | 11 – 0 (4-0; 4-0; 3-0) | Germania Est | Stade de Glace |

| Grenoble 10 febbraio 1968, ore 12:00 | Cecoslovacchia | 4 – 3 (0-1; 3-0; 1-2) | Finlandia | Stade de Glace |

| Grenoble 10 febbraio 1968, ore 15:30 | Svezia | 5 – 2 (1-0; 2-1; 2-1) | Germania Est | Stade de Glace |

| Grenoble 11 febbraio 1968, ore 16:30 | Canada | 3 – 2 (1-2; 0-0; 2-0) | Stati Uniti | Stade de Glace |

| Grenoble 11 febbraio 1968, ore 21:00 | Unione Sovietica | 9 – 1 (4-1; 4-0; 1-0) | Germania Ovest | Stade de Glace |

| Grenoble 12 febbraio 1968, ore 13:00 | Cecoslovacchia | 10 – 3 (5-2; 1-0; 4-1) | Germania Est | Stade de Glace |

| Grenoble 12 febbraio 1968, ore 16:30 | Svezia | 5 – 1 (1-0; 2-1; 2-0) | Finlandia | Stade de Glace |

| Grenoble 12 febbraio 1968, ore 21:00 | Stati Uniti | 8 – 1 (2-1; 4-0; 2-0) | Germania Ovest | Stade de Glace |

| Grenoble 13 febbraio 1968, ore 17:00 | Unione Sovietica | 3 – 2 (1-1; 0-0; 2-1) | Svezia | Stade de Glace |

| Grenoble 13 febbraio 1968, ore 21:00 | Cecoslovacchia | 2 – 3 (2-0; 0-3; 2-0) | Canada | Stade de Glace |

| Grenoble 14 febbraio 1968, ore 16:00 | Germania Est | 2 – 3 (1-2; 0-1; 1-0) | Finlandia | Stade de Glace |

| Grenoble 15 febbraio 1968, ore 13:00 | Germania Est | 4 – 6 (1-3; 1-1; 2-2) | Stati Uniti | Stade de Glace |

| Grenoble 15 febbraio 1968, ore 16:30 | Svezia | 0 – 3 (0-2; 0-0; 0-1) | Canada | Stade de Glace |

| Grenoble 15 febbraio 1968, ore 21:00 | Cecoslovacchia | 5 – 4 (3-1; 1-1; 1-2) | Unione Sovietica | Stade de Glace |

| Grenoble 16 febbraio 1968, ore 15:30 | Finlandia | 4 – 1 (2-1; 1-0; 1-0) | Germania Ovest | Stade de Glace |

| Grenoble 17 febbraio 1968, ore 10:30 | Germania Est | 2 – 4 (0-1; 1-2; 1-1) | Germania Ovest | Stade de Glace |

| Grenoble 17 febbraio 1968, ore 14:00 | Stati Uniti | 1 – 1 (1-1; 0-0; 0-0) | Finlandia | Stade de Glace |

| Grenoble 17 febbraio 1968, ore 17:30 | Cecoslovacchia | 2 – 2 (1-1; 0-1; 1-0) | Svezia | Stade de Glace |

| Grenoble 17 febbraio 1968, ore 21:00 | Unione Sovietica | 5 – 0 (1-0; 1-0; 3-0) | Canada | Stade de Glace |

| Pos. |                  | PG | V | N | P | GF | GS | DR  | Pt |
| 1.   | Unione Sovietica | 7  | 6 | 0 | 1 | 48 | 10 | +38 | 12 |
| 2.   | Cecoslovacchia   | 7  | 5 | 1 | 1 | 33 | 17 | +16 | 11 |
| 3.   | Canada           | 7  | 5 | 0 | 2 | 28 | 15 | +13 | 10 |
| 4.   | Svezia           | 7  | 4 | 1 | 2 | 23 | 18 | +5  | 9  |
| 5.   | Finlandia        | 7  | 3 | 1 | 3 | 17 | 23 | -6  | 7  |
| 6.   | Stati Uniti      | 7  | 2 | 1 | 4 | 23 | 28 | -5  | 5  |
| 7.   | Germania Ovest   | 7  | 1 | 0 | 6 | 13 | 39 | -26 | 2  |
| 8.   | Germania Est     | 7  | 0 | 0 | 7 | 13 | 48 | -35 | 0  |

## Graduatoria finale
| Pos | Squadra          |
| --- | ---------------- |
|     | Unione Sovietica |
|     | Cecoslovacchia   |
|     | Canada           |
| 4   | Svezia           |
| 5   | Finlandia        |
| 6   | Stati Uniti      |
| 7   | Germania Ovest   |
| 8   | Germania Est     |
| 9   | Jugoslavia       |
| 10  | Giappone         |
| 11  | Norvegia         |
| 12  | Romania          |
| 13  | Austria          |
| 14  | Francia          |

| Campione olimpico di hockey su ghiaccio 1968 |
| Unione Sovietica 3º titolo                   |

| Pos | Squadra          | Formazione |
| --- | ---------------- | --- |
|     | Unione Sovietica | Viktor Konovalenko, Viktor Zinger, Viktor Blinov, Vitalij Davydov, Viktor Kuz'kin, Aleksandr Ragulin, Oleg Zajcev, Igor' Romiševskij, Anatolij Firsov, Vjačeslav Staršinov, Viktor Populanov, Vladimir Vikulov, Veniamin Aleksandrov, Jurij Moiseev, Evgenij Mišakov, Evgenij Zimin, Anatolij Ionov, Boris Majorov |
|     | Cecoslovacchia   | Vladimír Nadrchal, Vladimír Dzurilla, Josef Horešovský, Jan Suchý, Karel Masopust, František Pospíšil, Oldřich Machač, Jozef Golonka, Jan Hrbatý, Václav Nedomanský, Jan Havel, Jaroslav Jiřík, Josef Černý, František Ševčík, Petr Hejma, Jiří Holík, Jiří Kochta, Jan Klapáč                                     |
|     | Canada           | Ken Broderick, Wayne Stephenson, Marshall Johnston, Terry O'Malley, Barry McKenzie, Brian Glennie, Paul Conlin, Fran Huck, Moris Mott, Ray Cadieux, Roger Bourbonnais, Danny O'Shea, Bill MacMillan, Gary Dineen, Ted Hargreaves, Herb Pinder, Steve Monteith, Gerry Pinder                                        |

### Riconoscimenti
Riconoscimenti individuali
| Premio             | Giocatore        |
| ------------------ | ---------------- |
| Miglior portiere   | Ken Broderick    |
| Miglior difensore  | Josef Horešovský |
| Miglior attaccante | Anatolij Firsov  |

All-Star Team
| Attacco:  | Anatolij Firsov - Fran Huck - František Ševčík |
| Difesa:   | Lennart Svedberg - Jan Suchý                   |
| Portiere: | Ken Broderick                                  |

## Campionato europeo
Il torneo fu considerato per l'ultima volta valido anche per il 46º campionato europeo, e fu utilizzata la graduatoria finale dell'evento olimpico per determinare le posizioni in classifica; a trionfare fu per la dodicesima volta l'Unione Sovietica, medaglia d'oro olimpica.
| Pos | Squadra          |
| --- | ---------------- |
|     | Unione Sovietica |
|     | Cecoslovacchia   |
|     | Svezia           |
| 4   | Finlandia        |
| 5   | Germania Ovest   |
| 6   | Germania Est     |